# نانسي إميليا ودبيري بريست ويكفيلد
نانسي إميليا ودبيري بريست ويكفيلد (بالإنجليزية: Nancy Amelia Woodbury Priest Wakefield)‏ (7 ديسمبر 1836 في الولايات المتحدة - 21 سبتمبر 1870 في الولايات المتحدة)؛ كاتِبة وشاعرة أمريكية.